# Оуэн Маккарти
Оуэн Маккарти Риг (ирл. Eoghan Mac Carthaigh Riabhach) (1520—1592) — гэльский племенной лидер, 16-й принц Карбери из династии Маккарти Риг (1576—1592) . В протоколах английских властей Оуэна обычно называли «сэр» Оуэн Маккарти.

## Биография
Четвёртый сын Донала Маккарти Рига, 12-го принца Карбери (1505—1531), и его жены леди Элеоноры, дочери Джеральда Фицджеральда, 8-го графа Килдэра. В 1567 году Оуэн стал танистри, когда его следующий старший брат Донох Маккарти Ри, 15-й принц Карбери (1567—1576), отец Флоренса Маккарти, сменил своего старшего брата Кормака на Хаоине Маккарти, 13-го принца Карбери (1531—1567).
Ему наследовал племянник и сын его брата Кормака на Хаоине, Донал на Пипи Маккарти (? — 1612), 17-й принц Карбери (1594—1606).

## Карьера
Оуэн не поддерживал Джеральда Фицджеральда, 15-го графа Десмонда, во время Второго восстания Десмонда (1579—1583). Вместо этого он разрешил английской короне использовать свои силы численностью около 1200 бойцов и тем самым предотвратил большую часть разрушений, которые Карбери мог бы понести, если бы он поддержал Джеральда Фицджеральда. Его обвинили в присоединении к восстанию в 1580 году, и, возможно, он создал видимость этого, но его друг Томас Батлер, граф Ормонд, уговорил его прекратить любую деятельность и убедил английское правительство, что это всего лишь местная политика. В качестве причины предполагаются трудности Оуэна Маккарти Рига с заместителями шерифа английской короны.
Общую численность сил Маккарти Рига определить труднее. По одним подсчетам, в мирное время это включало 1000 пехотинцев и 30 рыцарей, но по другим данным, в 1588 году его личные силы значительно превосходили это число, насчитывая 60 всадников, 80 профессиональных солдат и 2000 легкой пехоты.
Оуэн Маккарти также заседал в Палате лордов дублинского парламента в 1584—1585 годах.
Он оказал большое влияние на продвижение карьеры своего племянника Флоренса Маккарти, сына Доноха, за счет своего племянника Донала на Пипи, сына Кормака. Донал был его юридическим танистри, но по какой-то причине Оуэн отдавал предпочтение Флоренсу, что вызвало серьёзные раздоры в семье, которые подробно обсуждаются в «Жизни и письмах Флоренс Маккарти». В 1592 году Донал наконец смог вытеснить уже постаревшего Оуэна, хотя и оставил ему небольшое поместье и пенсию для своего комфорта до своей смерти два года спустя, в 1594 году.
Незадолго до этого он вызвал гнев семьи О’Махони, когда попытался завладеть одним из их феодов после того, как правительство короны лишило их собственности. Маккарти Риг не добился успеха, но утверждалось, что его усилия помешали О’Махони самим вернуть себе власть.
Примерно в 1592 году, в год, когда он был свергнут своим племянником Доналом, Оуэн Маккарти Риг был свидетелем в иске вместе со своим зятем Доналом II О’Донованом, поданном против них младшим братом О’Донована Тайджем, который утверждал, что его брат был бастардом, который всем своим положением был обязан Оуэну из-за его брака с его дочерью Джоанной, и что Маккарти Риг сам был злоумышленником, а княжество Карбери предположительно все время принадлежала его племяннику Доналу Пайпсу. Иск был подан Тайджем одновременно с заявлением Маккарти и О’Донована о намерении передать земли клана с целью получения регранта (что произошло только в 1608 году). Поскольку английская администрация поддержала концепцию гранта и повторного гранта, иск Тайджа не увенчался успехом: лорд-канцлер Адам Лофтус решил, что Оуэн Маккарти Риг был законным правителем Карбери из династии Маккарти Риг.

## Сыновья и потомки
Несмотря на то, что он был свергнут Доналом в 1592 году, два сына Оуэна, Фингин и Донох, сохранили значительные земли и власть, присоединившись к Хью О’Нилу и объединившись с Испанией в Девятилетней войне, несмотря на то, что Донал оставался верным английской короне. Часто вместе со своими зятьями Доналом II О’Донованом и сэром Финином О’Дрисколлом (и его сыном Корнелиусом) за деятельностью «сыновей сэра Оуэна Маккарти» внимательно следили сэр Джордж Кэрью и его шпионы. Оба получили деньги и полностью экипированные роты от Филиппа III Испанского для пополнения своих собственных сил, и среди их экспедиций присоединился Донал Кэм О’Салливан Бир, чтобы поддержать Педро де Субиаура в Каслхейвене.
Через сына Фингина Каллагана Оуэн Маккарти стал предком нескольких линий графов и виконтов Маккарти во Франции, его наследники мужского пола окончательно вымерли с последним графом Маккарти де ла Марльером в 1925 году.
Среди выживших сегодня потомков Оуэна по женской линии есть О’Донован по линии его дочери Джоанны/Джоанны.

## Брак и дети
Оуэн женился на Эллен О’Каллаган, дочери Дермода О’Каллагана, лорда Клонмина, и у них возникла проблема:
- Фингин/Флоренс, лорд Инискеана, женившийся на Элеоноре, дочери Эдмунда Фицгиббона (1552—1608), Белого рыцаря
  - Кэтрин вышла замуж за Дермода Маккарти Гласа[6] , 2-го сына Тейга-ан-Дуна Маккарти (1584—1649), лорда Глин-на-Хроима.
  - Каллаган/Кара (предположительно) получил титул виконта Тимолиги от короля Англии Якова I Стюарта, но от которого произошли более поздние графы Маккарти де ла Марльер и другие семьи Франции[7]
- Донох Маол, женившийся на Не Фицджеральд, дочери Томаса Роу.
- Эллен, вышедшая замуж за сэра Финина О’Дрисколла (? — 1629).
- Джулия, вышедшая замуж за Дермода О’Салливана Мора, сына Донала О’Салливана Мора.
- Элеонора, вышедшая замуж за Финина Мак Оуэна Карра из Килбриттена.
- Джоанна, вышедшая замуж за Донала II О’Донована, лорда Кланкахилла (1560—1639).
- Гонория, вышедшая замуж за Эдмунда Фицджеральда, Рыцаря Долины (Рыцаря Глина)
- Грейн, 1-й муж — Барри Ог де Барри из Баттевэнта, 2-й муж — Кормак Маккарти на Мона, сын Кормака Мак Тейджа Маккарти из Маскерри.

Порядок дочерей Оуэна варьируется, и в одном источнике Джоанна указана как старшая.